# Bretagne Classic de 2022
A 86.ª edição da clássica ciclista Bretagne Classic (nome oficial: Bretagne Classic - Ouest-France) foi uma corrida na França que se celebrou a 28 de agosto de 2022 com início e final na cidade de Plouay sobre um percurso de 254,8 km.
A corrida fez parte do UCI WorldTour de 2022, calendário ciclístico de máximo nível mundial, sendo a vigésima oitava corrida de dito circuito e foi vencida pelo belga Wout van Aert do Jumbo-Visma. Completaram o pódio, como segundo e terceiro classificado respectivamente, o francês Axel Laurance do B&B Hotels-KTM e o dinamarquês Alexander Kamp do Trek-Segafredo.

## Equipas participantes
Tomaram parte na corrida 24 equipas, os quais incluem os 18 equipas de categoria UCI WorldTeam e 6 de categoria UCI ProTeam, quem formaram um pelotão de 166 ciclistas dos que terminaram 139. As equipas participantes foram:
| Equipes WorldTeam (18)- AG2R Citroën Team - Astana Qazaqstan Team - Bahrain Victorious - Bora-Hansgrohe - BikeExchange-Jayco - Cofidis - Team DSM - EF Education-EasyPost - Groupama-FDJ - Ineos Grenadiers - Intermarché-Wanty-Gobert Matériaux - Israel-Premier Tech - Jumbo-Visma - Lotto-Soudal - Movistar Team - Quick-Step Alpha Vinyl - Trek-Segafredo - UAE Team Emirates Equipes ProTeam (6)- Arkéa-Samsic - B&B Hotels-KTM - Bardiani-CSF-Faizanè - Bingoal Pauwels Sauces WB - TotalEnergies - Uno-X Pro Cycling Team |
| |

## Classificação final
A classificação finalizou da seguinte forma:

### Classificação geral
| \| Classificação geral \| Classificação geral \| Classificação geral \| Classificação geral \| Classificação geral \| \| Ciclista \| Ciclista \| Equipe \| Tempo \| \| \| ------------------- \| ------------------- \| ---------------------------------- \| ------------------- \| ------------------- \| \| 1. \| Wout van Aert \| Jumbo-Visma \| 6h04m22s \| \| \| 2. \| Axel Laurance \| B&B Hotels-KTM \| + 0s \| \| \| 3. \| Alexander Kamp \| Trek-Segafredo \| + 0s \| \| \| 4. \| Arnaud De Lie \| Lotto-Soudal \| + 0s \| \| \| 5. \| Filippo Fiorelli \| Bardiani CSF Faizanè \| + 0s \| \| \| 6. \| Biniam Girmay \| Intermarché-Wanty-Gobert Matériaux \| + 0s \| \| \| 7. \| Oliver Naesen \| AG2R Citroën Team \| + 0s \| \| \| 8. \| Benjamin Thomas \| Cofidis \| + 0s \| \| \| 9. \| Toms Skujiņš \| Trek-Segafredo \| + 0s \| \| \| 10. \| Andrea Piccolo \| EF Education-EasyPost \| + 0s \| \| |                  |                                    |          |
| |                  |                                    |          |
| Fonte: ProCyclingStats |                  |                                    |          |
| Classificação geral |                  |                                    |          |
| Ciclista | Ciclista         | Equipe                             | Tempo    |
| 1. | Wout van Aert    | Jumbo-Visma                        | 6h04m22s |
| 2. | Axel Laurance    | B&B Hotels-KTM                     | + 0s     |
| 3. | Alexander Kamp   | Trek-Segafredo                     | + 0s     |
| 4. | Arnaud De Lie    | Lotto-Soudal                       | + 0s     |
| 5. | Filippo Fiorelli | Bardiani CSF Faizanè               | + 0s     |
| 6. | Biniam Girmay    | Intermarché-Wanty-Gobert Matériaux | + 0s     |
| 7. | Oliver Naesen    | AG2R Citroën Team                  | + 0s     |
| 8. | Benjamin Thomas  | Cofidis                            | + 0s     |
| 9. | Toms Skujiņš     | Trek-Segafredo                     | + 0s     |
| 10. | Andrea Piccolo   | EF Education-EasyPost              | + 0s     |

## UCI World Ranking
A Bretagne Classic outorgou pontos para o UCI World Ranking para corredores das equipas nas categorias UCI WorldTeam, UCI ProTeam e Continental. As seguintes tabelas são o barómetro de pontuação e os dez corredores que obtiveram mais pontos:
| Posição   | 1.º | 2.º | 3.º | 4.º | 5.º | 6.º | 7.º | 8.º | 9.º | 10.º | 11.º | 12.º | 13.º | 14.º | 15.º-20.º | 21.º-30.º | 31.º-50.º | 51.º-55.º | 56.º-60.º |
| Pontuação | 400 | 320 | 260 | 220 | 180 | 140 | 120 | 80  | 68  | 56   | 48   | 40   | 32   | 28   | 24        | 16        | 8         | 4         | 2         |

| Classificação |                  |                                    |        |
| Posição       | Ciclista         | Equipa                             | Pontos |
| ------------- | ---------------- | ---------------------------------- | ------ |
| 1.º           | Wout van Aert    | Jumbo-Visma                        | 400    |
| 2.º           | Axel Laurence    | B&B Hotels-KTM                     | 320    |
| 3.º           | Alexander Kamp   | Trek-Segafredo                     | 260    |
| 4.º           | Arnaud De Lie    | Lotto Soudal                       | 220    |
| 5.º           | Filippo Fiorelli | Bardiani-CSF-Faizanè               | 180    |
| 6.º           | Biniam Girmay    | Intermarché-Wanty-Gobert Matériaux | 140    |
| 7.º           | Oliver Naesen    | AG2R Citroën                       | 120    |
| 8.º           | Benjamin Thomas  | Cofidis                            | 100    |
| 9.º           | Toms Skujiņš     | Trek-Segafredo                     | 80     |
| 10.º          | Andrea Piccolo   | EF Education-EasyPost              | 68     |